# Transport drogowy w Zamościu

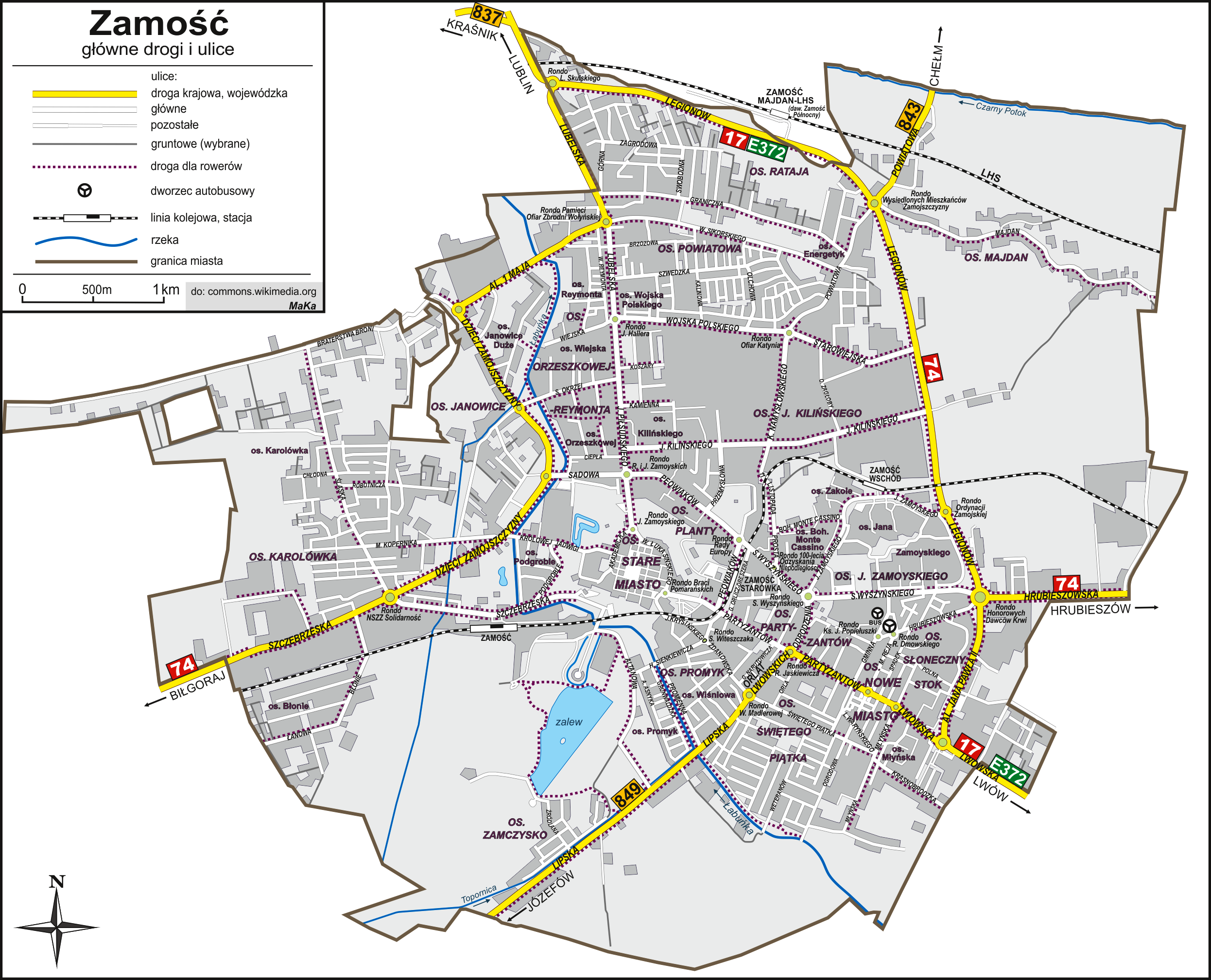
Główne drogi i ulice Zamościa

Transport drogowy w Zamościu – do transportu drogowego w Zamościu służy miejski układ i przebieg ulic oraz dróg. Miasto stanowi węzeł drogowy o znaczeniu krajowym: przebiegają tędy drogi krajowe DK17(E372) i DK74; oraz wojewódzkim – zbiegają się tu drogi wojewódzkie: DW837, DW843 oraz DW849. Skala transportu i natężenie ruchu w Zamościu nie jest tak duże jak w większych miastach czy węzłach drogowych (np. Lublin), jednak odgrywa ważną funkcję w gospodarce miasta.

## Ronda

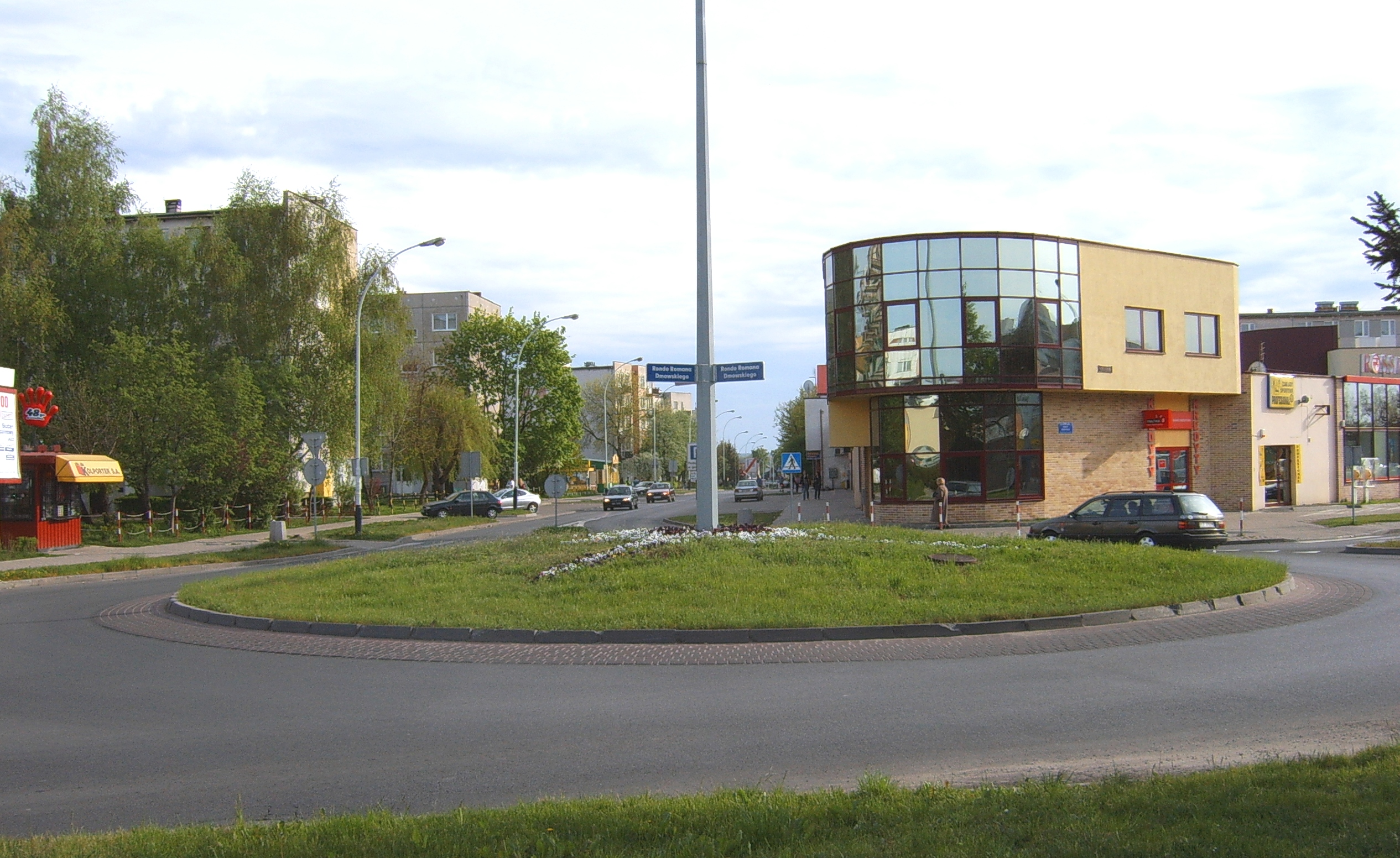
Rondo R. Dmowskiego

W Zamościu istnieją obecnie 24 ronda:
- Rondo Braci Pomarańskich (ul. W. Łukasińskiego/ul. Okopowa/ul. Partyzantów)
- Rondo Romana Dmowskiego (ul. Hrubieszowska/ul. M. Reja)
- Rondo gen. Józefa Hallera (ul. Lubelska/ul. J. Piłsudskiego/ul. Wiejska/ul. Wojska Polskiego)[1][2][3]
- Rondo Honorowych Dawców Krwi
- Rondo Wandy Madlerowej (ul. Lipska/ul. Orląt Lwowskich/ul. Świętego Piątka/ul. Żdanowska)
- Rondo NSZZ „Solidarność”
- Rondo Ofiar Katynia (ul. K. Namysłowskiego/ul. Powiatowa/ul. Starowiejska/ul. Wojska Polskiego)
- Rondo Ordynacji Zamojskiej (ul. Legionów/ul. J. Zamoyskiego)
- Rondo Pamięci Ofiar Zbrodni Wołyńskiej (al. 1 Maja/ul. Lubelska/ul. W. Sikorskiego)
- Rondo Księdza Jerzego Popiełuszki (ul. Gminna/ul. Hrubieszowska)
- Rondo Rady Europy
- Rondo Leopolda Skulskiego (ul. Legionów/ul. Lubelska)
- Rondo 100-lecia Odzyskania Niepodległości (ul. Infułacka/ul. Prosta/ul. S. Wyszyńskiego)
- Rondo ppor. Stanisława Witeszczaka (tzw. mini-rondo, ul. J. Krysińskiego/ul. H. Sienkiewicza/ul. Żdanowska)[4][5]
- Rondo Wysiedlonych Mieszkańców Zamojszczyzny (ul. Legionów/ul. Majdan/ul. Powiatowa)
- Rondo Kardynała S. Wyszyńskiego
- Rondo Jana Zamoyskiego.

Pozostałe, nie posiadające oficjalnej nazwy, to położone na skrzyżowaniach ulic:
- Odrodzenia, Orląt Lwowskich, Partyzantów - zbudowane w 2021 roku[6]
- Peowiaków, J. Piłsudskiego, Sadowa - zbudowane w 2021 roku[7]
- Ogrodowa, Partyzantów, M. Reja (Nowy Rynek) - zbudowane w 2022 roku[8][9]
- Dzieci Zamojszczyzny, Sadowa - zbudowane w 2023 roku[10][11]
- Dzieci Zamojszczyzny, S. Okrzei - zbudowane w 2023 roku[12][13]
- Dzieci Zamojszczyzny, al. 1 Maja - zbudowane w 2023 roku[14][15]
- Lwowska, Młyńska - zbudowane w 2024 roku[16].

## Mosty i wiadukty
W mieście jest wiele mostów (m.in. 10 na rzece Łabuńka, 1 na Topornicy), jednak spinają one brzegi niewielkich rzek o wąskich korytach (dlatego są krótkie) i nie ma potrzeby nadania im nazw.
Są tu natomiast 3 większe wiadukty, z których 2 zostały wybudowane w 1980 roku (w związku z dożynkami), nieposiadające jeszcze nazw:
- Wiadukt ul. Lubelskiej – służy do bezkolizyjnego przekroczenia linii LHSu;
- Wiadukt ul. Powiatowej – służy w tym samym celu co wiadukt ul. Lubelskiej (wybudowany w 1990 r.);
- Wiadukt ul. S. Wyszyńskiego – służy do bezkolizyjnego przekroczenia linii normalnotorowej (nr 72).

## Ulice

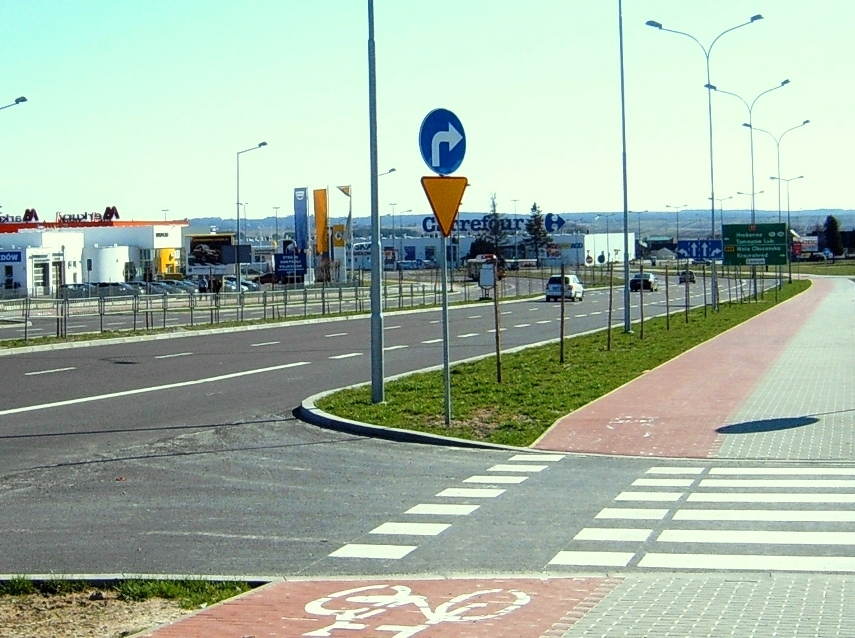
Obwodnica Hetmańska – Aleje Jana Pawła II

### Obwodnice
W Zamościu funkcjonują trzy obwodnice, z których jedna przebiega przez miasto, w pobliżu centrum. Służą one do w miarę szybkiego przejazdu przez Zamość (lub wybrane dzielnice), omijając jego ścisłe centrum. Są to:
- Obwodnica Hetmańska – na północno-wschodnich obrzeżach miasta;
- Obwodnica Zachodnia – na zachodnich obrzeżach miasta;
- Obwodnica Śródmiejska – służąca do ominięcia ścisłego centrum miasta, co jest niejako utrudnione kilkoma sygnalizacjami świetlnymi, położonymi na jej trasie.

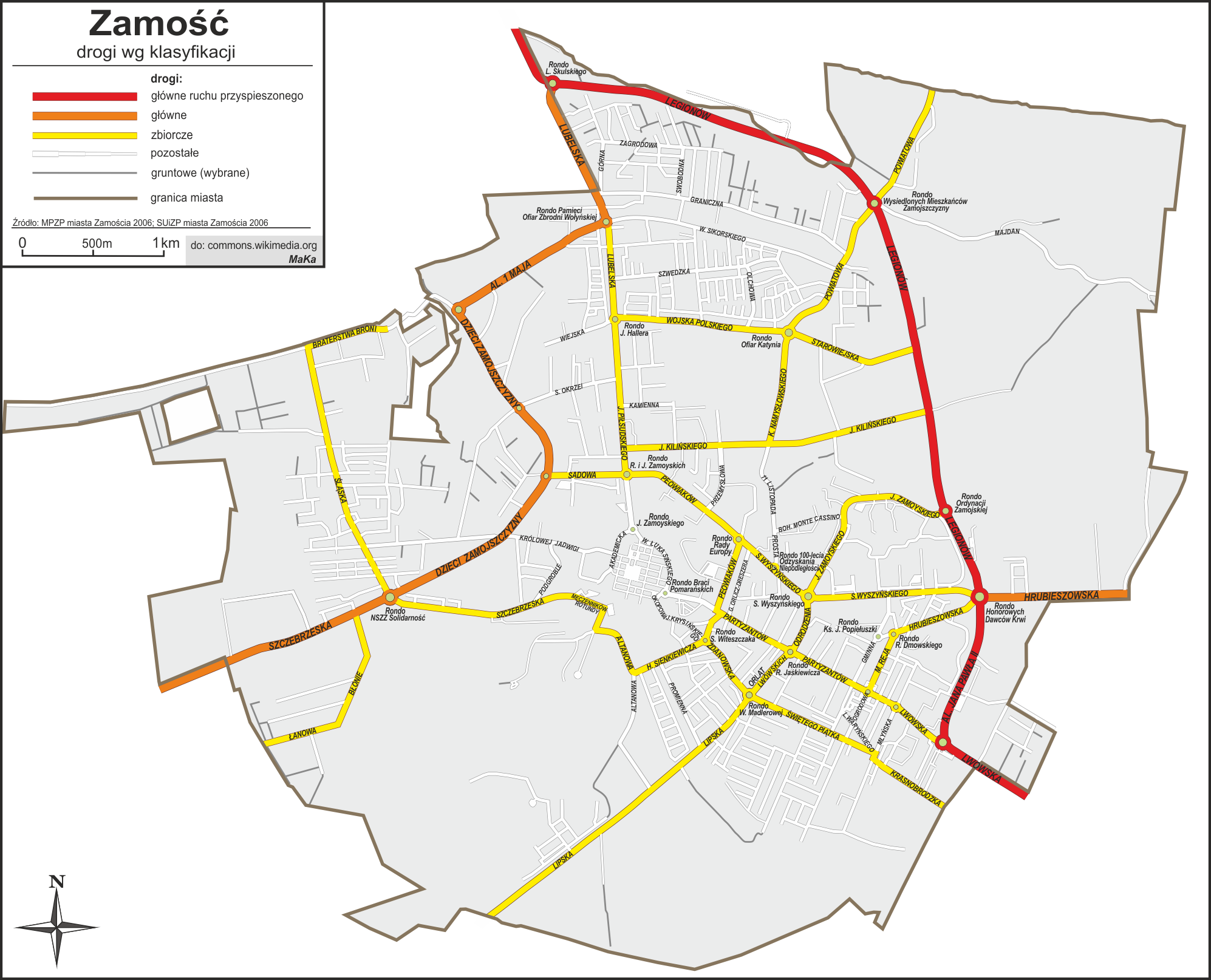
Klasyfikacja ulic Zamościa

### Klasyfikacja ulic

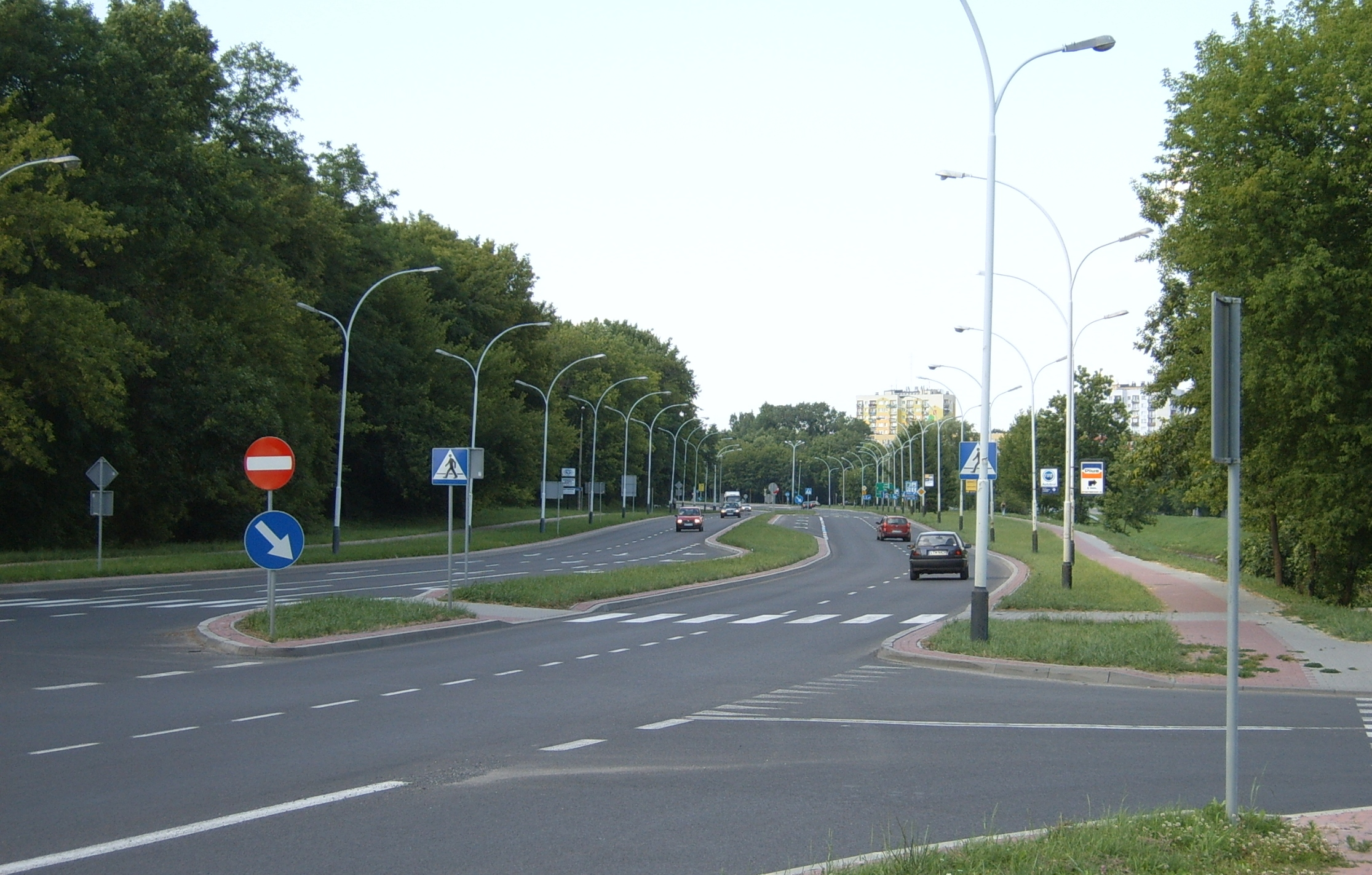
Ulica Dzieci Zamojszczyzny

Do ulic głównych ruchu przyspieszonego zaliczane są przede wszystkim te, po których przebiega Obwodnica Hetmańska:
- Aleje Jana Pawła II
- Ulica Legionów
- Ulica Lubelska (odcinek od skrzyżowania z ulicą Legionów do granicy miasta)
- Ulica Lwowska (odcinek Aleje Jana Pawła – granica miasta).

Ulice główne to z kolei w większości te, po których przebiega Obwodnica Zachodnia, tj.:
- Aleja 1 Maja
- Ulica Dzieci Zamojszczyzny (niemal cała poza krótkim odcinkiem na północ od skrzyżowania z al. 1 Maja)
- Ulica Hrubieszowska (odcinek Aleje Jana Pawła II – granica miasta)
- Ulica Lubelska (odcinek al. 1 Maja – Obwodnica Hetmańska)
- Ulica Szczebrzeska (odcinek granica miasta – ul. Dzieci Zamojszczyzny).

Inne ważniejsze ulice w Zamościu, to ulice zbiorcze:
- Ulica Altanowa
- Ulica Błonie

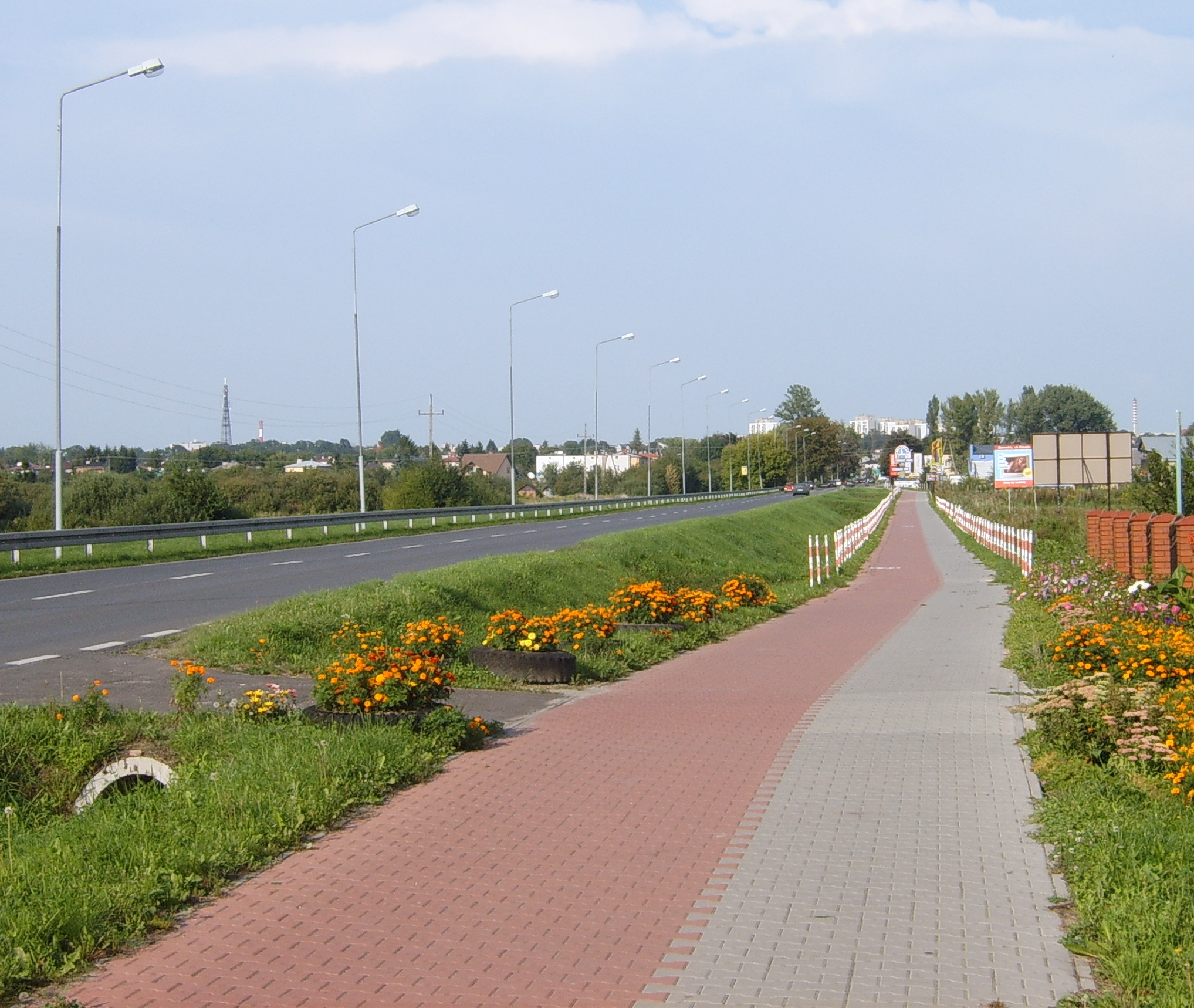
Ulica Lipska

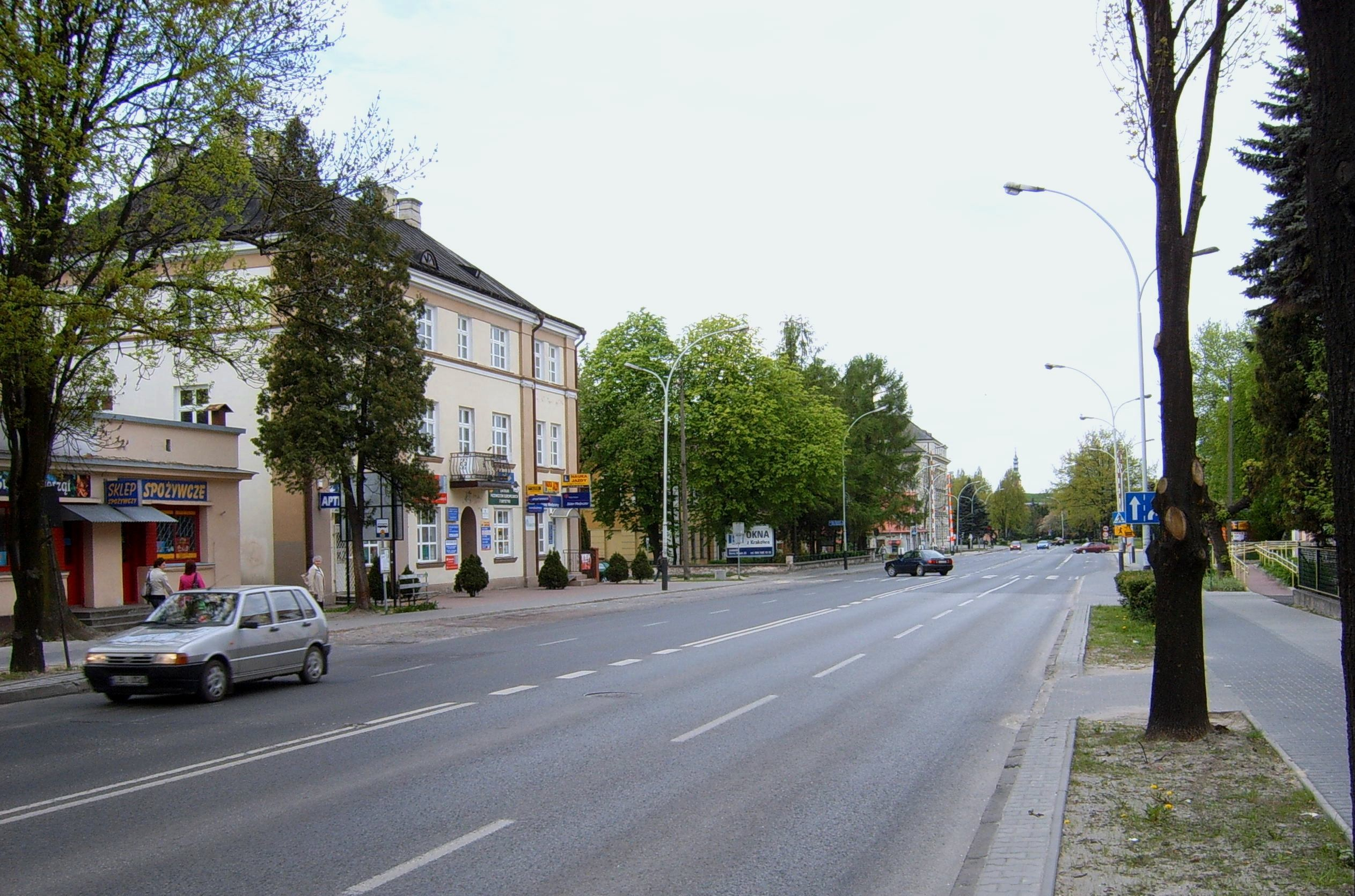
Ulica Partyzantów

- Ulica Braterstwa Broni (odcinek ul. Śląska – wieś Chyża)
- Ulica Droga Męczenników Rotundy
- Ulica Hrubieszowska (odcinek ul. M. Reja – Aleje Jana Pawła II)
- Ulica Jana Kilińskiego (poza odcinkiem na wschód od skrzyżowania z ulicą Legionów)
- Ulica Krasnobrodzka
- Ulica Lipska
- Ulica Lubelska (odcinek ul. J. Piłsudskiego – al. 1 Maja)
- Ulica Lwowska (odcinek ul. Partyzantów – Aleje Jana Pawła II)
- Ulica Łanowa
- Ulica K. Namysłowskiego
- Ulica Odrodzenia
- Ulica Orląt Lwowskich
- Ulica Partyzantów (odcinek ul. Peowiaków – ul. Lwowska)
- Ulica Peowiaków
- Ulica J. Piłsudskiego (odcinek ul. Peowiaków – ul. Lubelska)
- Ulica Powiatowa
- Ulica M. Reja
- Ulica Sadowa
- Ulica H. Sienkiewicza (odcinek ul. Altanowa – ul. Partyzantów)
- Ulica W. Sikorskiego
- Ulica Starowiejska
- Ulica Szczebrzeska (odcinek ul. Dzieci Zamojszczyzny – ul. Droga Męczenników Rotundy)
- Ulica Śląska
- Ulica Świętego Piątka
- Ulica Wojska Polskiego
- Ulica S. Wyszyńskiego
- Ulica J. Zamoyskiego (odcinek ul. S. Wyszyńskiego – ul. Legionów).

Pozostałe ulice, umożliwiające poruszanie się pomiędzy poszczególnymi częściami miasta i innymi ulicami, to m.in.: ulice Akademicka i W. Łukasińskiego wokół Starego Miasta, ulice Gminna, Młyńska i Ogrodowa na Nowym Mieście, ulica Graniczna na osiedlu Rataja, ulica S. Okrzei czy ulica Przemysłowa prowadząca do dzielnicy przemysłowej miasta.

## Place

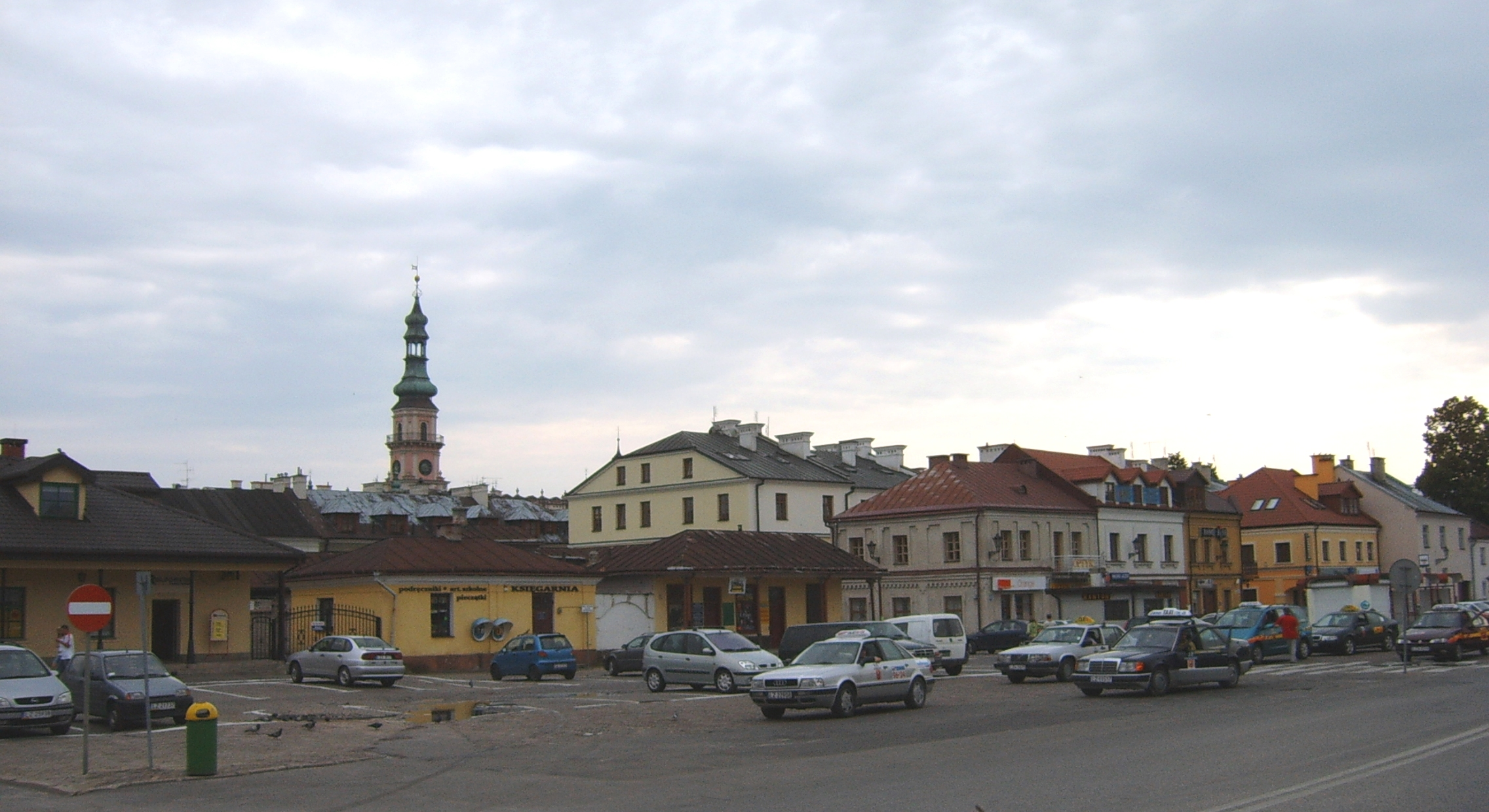
Plac M. Stefanidesa

W mieście jest 7 placów, z których większość znajduje się na Starym Mieście, w tym dwa istniejące od założenia miasta:
- Rynek Wielki (główny rynek na Starym Mieście);
- Rynek Solny (Stare Miasto);
- Rynek Wodny (Stare Miasto);

pozostałe to:
- Plac M. Stefanidesa (Stare Miasto);
- Plac Wolności (Stare Miasto);
- Plac J. Jaroszewicza (Stare Miasto)
- Nowy Rynek (Nowe Miasto).